# Eumichtis copahuensis
Eumichtis copahuensis là một loài bướm đêm trong họ Noctuidae.